# Кожино (Польща)
Кожино (пол. Kożyno) — село в Польщі, у гміні Більськ-Підляський Більського повіту Підляського воєводства. Населення — 105 осіб (2011).

## Історія
Вперше згадується на початку XVII століття як осада млинарів. У другій половині XIX століття в селі відкрита церковна школа грамоти.
У 1975—1998 роках село належало до Білостоцького воєводства.

## Демографія
Демографічна структура станом на 31 березня 2011 року:
|          | Загалом | Допрацездатний вік | Працездатний вік | Постпрацездатний вік |
| -------- | ------- | ------------------ | ---------------- | -------------------- |
| Чоловіки | 47      | 2                  | 17               | 28                   |
| Жінки    | 58      | 2                  | 6                | 50                   |
| Разом    | 105     | 4                  | 23               | 78                   |